# Dustin Hoffman
Dustin Lee Hoffman (sinh ngày 8 tháng 8 năm 1937), thường được biết đến với tên Dustin Hoffman là một diễn viên người Mỹ, được xem như là một trong những diễn viên tiêu biểu trong thời kỳ Hollywood hậu cổ điển (New Hollywood).

Bắt đầu nổi tiếng từ thập niên 1960 với vai diễn trong The Graduate (1967), Hoffman đã thành công với nhiều loại vai diễn khác nhau từ tội phạm (trong Midnight Cowboy), giả gái (trong Tootsie) hay người bị tự kỷ (trong Rain Man). Tính đến nay Hoffman đã giành được hai giải Oscar (trong tổng số 7 đề cử), sáu giải Quả cầu vàng, 3 giải BAFTA, 1 giải Gấu vàng (1989), 1 giải Emmy và rất nhiều giải thưởng khác.

## Tiểu sử
Dustin Hoffman sinh năm 1937 tại Los Angeles, California trong một gia đình gốc Do Thái có truyền thống nghệ thuật. Mẹ ông, bà Lillian, là một nghệ sĩ piano jazz còn bố của Dustin, ông Harry Hoffman, là người phụ trách trang trí ở hãng phim Columbia Pictures trước khi quay sang kinh doanh đồ gia dụng.

## Sự nghiệp

### Giai đoạn đầu
Tốt nghiệp trường Trung học Los Angeles năm 1955, Dustin bắt đầu tham gia diễn xuất tại Pasadena Playhouse cùng người bạn diễn, sau cũng là ngôi sao điện ảnh nổi tiếng Gene Hackman. Sau hai năm ở Pasadena Playhouse, Gene tới thành phố New York để tìm kiếm cơ hội, kéo theo người bạn Dustin. Tại New York, Dustin Hoffman đã phải kiếm sống bằng nhiều nghề phụ như tiếp tân nhà hàng, nhân viên đánh máy, người kết vòng hoa, đồng thời tìm kiếm các vai diễn nhỏ trên những loạt phim truyền hình. Năm 1960 sau một vai diễn kịch được chú ý, Hoffman bắt đầu tham gia sân khấu Broadway rồi vào học tại hội Actors Studio nơi đào tạo rất nhiều ngôi sao cho Hollywood.
Từ giữa thập niên 1960 Dustin bắt đầu có vai diễn trên một số phim truyền hình như Naked City, The Defenders hay Hallmark Hall of Fame. Bộ phim điện ảnh đầu tiên của ông là The Tiger Makes Out (1967).

### Các vai diễn lớn
Năm 1966 đạo diễn Mike Nichols bắt đầu tuyển diễn viên cho bộ phim The Graduate. Với vai nam chính của phim, anh sinh viên Benjamin Braddock, Nichols đã thương lượng với một số diễn viên trẻ đang lên như Warren Beatty, Robert Redford nhưng đều thất bại và cuối cùng vai diễn được giao cho Hoffman, lúc này gần như vô danh ở Hollywood. Để vào vai Benjamin Braddock, Hoffman đã phải bỏ một vai khác trong The Producers. The Graduate sau khi công chiếu đã được đánh giá rất cao (bộ phim hiện xếp thứ 17 trong Danh sách 100 phim hay nhất của Viện phim Mỹ) còn vai diễn của Dustin đã được đề cử Giải Oscar vai nam chính đồng thời đưa ông lên vị trí của một ngôi sao trẻ trong làng điện ảnh Mỹ.
Ngay sau The Graduate, Hoffman lại tiếp tục thành công với vai Ratso Rizzo trong Midnight Cowboy và có được đề cử Oscar vai nam chính thứ hai. Năm 1970, Dustin Hoffman, vốn là một diễn viên nhỏ con (chỉ cao 1m70), được giao vai Jack Crabb trong Little Big Man, đây là vai diễn mà Dustin phải mô tả nhân vật từ thiếu niên đến 121 tuổi. Một lần nữa vai diễn của Hoffman được giới phê bình khen ngợi.
Năm 1974 Hoffman có đề cử Oscar vai nam chính thứ 3 với vai nghệ sĩ Lenny Bruce trong Lenny. Hai năm sau ông cùng Robert Redford vào vai cặp nhà báo nổi tiếng Carl Bernstein và Bob Woodward trong All the President's Men, bộ phim đầu tiên khắc họa Vụ Watergate. Năm 1979 Hoffman được đạo diễn Robert Benton mời tham gia bộ phim Kramer vs. Kramer với vai người cha "gà trống nuôi con" Ted Kramer. Tác phẩm đã thành công rực rỡ khi nó đem về cho Benton giải Oscar đạo diễn, bạn diễn Meryl Streep của Hoffman giải Oscar vai nữ phụ còn bản thân Dustin là giải Oscar vai nam chính đầu tiên.
Nổi tiếng là diễn viên có thể đóng nhiều loại vai diễn khác nhau, năm 1982 Hoffman vào vai Michael Dorsey, một nam diễn viên phải giả gái để kiếm vai diễn, trong Tootsie. Tootsie đã được đề cử tổng cộng 10 giải Oscar trong đó có một đề cử Oscar vai nam chính thứ 5 cho Dustin. Không chỉ thành công trên màn ảnh lớn, năm 1985 Dustin còn được trao một giải Emmy cho vai diễn truyền hình Willy Loman (trong Death of a Salesman).
Sau thất bại trong Ishtar, Hoffman tham gia Rain Man, một bộ phim của đạo diễn Barry Levinson. Trong phim, Dustin phải khắc họa nhân vật Raymond Babbitt, người đàn ông bị tự kỷ bỗng nhiên được nắm một gia tài khổng lồ và phải làm quen với cuộc sống bên cạnh người em Charlie (do ngôi sao trẻ Tom Cruise thủ vai). Với vai diễn này, Dustin Hoffman đã được trao giải Oscar vai nam chính thứ hai và trở thành nam diễn viên thứ 5 có được vinh dự này.

### Giai đoạn sau
Từ thập niên 1990, Hoffman không còn nhiều vai diễn đáng chú ý như những giai đoạn trước. Có thể kể tới vai thuyền trưởng Hook trong Hook (1991), vai Stanley Motss trong Wag The Dog (1997, đem lại cho Dustin đề cử Oscar thứ 7) hay Norman Goodman trong Sphere (1998, đóng cùng Sharon Stone, Samuel L. Jackson, Peter Coyote, Queen Latifah và Liev Schreiber).
Thay vì các vai chính và đa phong cách, Hoffman bắt đầu tham gia các bộ phim trong những vai nhỏ hơn như Bernie Focker trong Meet the Fockers (2004, đóng cùng hai ngôi sao kì cựu Barbra Streisand và Robert De Niro) hay vai người làm nước hoa Giuseppe Baldini trong Perfume: The Story of a Murderer (2006).

## Đời tư
Dustin Hoffman cưới Anne Byrne tháng 5 năm 1969, họ có hai con gái, Karina và Jenna, trước khi chia tay năm 1980. Tháng 10 năm 1980 ông cưới người vợ thứ hai, Lisa Gottsegen, và có thêm 4 người con, Jacob, Maxwell, Rebecca, Alexandra, trong đó Jacob cũng trở thành một diễn viên giống bố mình.
Hoffman nổi tiếng là một người khó cộng tác. Ông cũng là người không thích thú với các dịp hội hè như lễ trao giải Oscar. Hai người bạn thân trong nghề của ông là Gene Hackman và Robert Duvall, vốn đều là các diễn viên từng đồng cam cộng khổ với Dustin từ ngày khởi nghiệp ở New York (Robert là bạn cùng phòng với Dustin trong thời kì ông mới đến New York).